# Contay
Contay é uma comuna francesa na região administrativa de Altos da França, no departamento de Somme. Estende-se por uma área de 8,41 km². Em 2010 a comuna tinha 366 habitantes (densidade: 43,5 hab./km²).